# Fonds de coopération de la jeunesse et de l'éducation populaire
Le FONJEP (Fonds de Coopération de la Jeunesse et de l’Education Populaire) est un dispositif qui rassemble des fonds interministériels permettant de contribuer à la rémunération d'animateurs du secteur associatif.

## Historique
Il a été créé en 1964 en tant qu'association loi 1901.

## Président(e)s
- Édith Arnoult-Brill (1949-2020), de 1993 à 1998.